# Russische Baureihe Р
Die Dampflokomotiven der Baureihe Р [ɛr] waren russische Güterzuglokomotiven. Sie hatten ein Vierzylinderverbundtriebwerk in Tandemausführung. Zwei Zylinder waren als Hochdruck- bzw. Niederdruckzylinder auf jeder Seite angeordnet. Die Arbeitsweise war sparsam wie alle Verbundtriebwerke und vermied die teure Kropfachse, war aber ungünstig in der Instandsetzung.

## Geschichte
Zwischen 1897 und 1904 erbaute die Moskau-Windau-Rybinsker Eisenbahn etwa 2.200 km Eisenbahnstrecken. Dies waren die Strecken Bologoje – Pskow, Moskau – Windau und Nowosokolniki – Witebsk. Auf verschiedenen Streckenabschnitten reichten die vorhandenen Lokomotiven der Achsfolge D nicht mehr aus, um die erforderlichen Geschwindigkeiten zu erreichen. In der Folge wurde die Baureihe Р als 1'D-Tandem-Vierzylinderverbundlokomotive mit innenliegender Allan-Steuerung und führender Bisselachse von Ludwig Lewi konstruiert.
Neben der Moskau-Windau-Rybinsker Eisenbahn kauften auch die Moskau-Kiew-Woronescher Eisenbahn, die Rjasan-Uraler Eisenbahn und die Süd-West-Bahn Lokomotiven der Baureihe Р.
Die Kolben beider Zylinder auf jeder Seite saßen auf einer gemeinsamen Kolbenstange. Der dem Hochdruckzylinder der rechten Seite kommende Dampf strömte durch ein Überströmrohr in den Niederdruckzylinder der linken Seite, umgekehrt strömte der aus dem Hochdruckzylinder der linken Seite kommende Dampf in den Niederdruckzylinder der rechten Seiten.
Die Konstruktion der Dampflok berücksichtigte einen Einsatz als Schneepflug. Von der Zugkraft her konnte die Lok nicht mit der Reihe Щ konkurrieren, diese besaß eine 21 % höhere Reibungsmasse.
Die Dampflok wurde von Ingenieur Ludwig Mawrikiev Levi konstruiert. 477 Lokomotiven wurden von der Reihe hergestellt. 20 Lokomotiven davon produzierten die Elsässische Maschinenbau-Gesellschaft Grafenstaden.
Im Flachland bewährten sich die Lokomotiven gut, für Gebirgsstrecken wie bei der Rjasan-Uraler Bahn und auf der Strecke Koslow–Woronesch–Rostow der Süd-West-Bahn waren sie wenig geeignet. 1914 wurden die Lokomotiven der Rjasan-Uraler Bahn an die Moskau-Brester Bahn übergeben. 1925 bis 1930 wurden die Lokomotiven im Güterverkehr auf der Strecke Moskau–Gorki (Moskau-Kursker Bahn) eingesetzt. Gegen 1940 wurden die Lokomotiven der Baureihe Р im Zugdienst durch leistungsfähigere Typen ersetzt und wurden nur noch bei Industrie-Anschlussbahnen verwendet.